# Tschammerpokal 1939
La 1939 Tschammerpokal fu la 5ª edizione della competizione. La finale fu giocata il 28 aprile 1940 all'Olympiastadion di Berlino. Il 1. FC Nürnberg sconfisse SV Waldhof Mannheim 2-0, doppiando il successo della prima edizione.

## 1º turno
| Blau-Weiß Berlin    | 9 – 2 | FC Sportfreunde Leipzig |
| BC Hartha           | 0 – 1 | Norimberga              |
| Neumeyer Nürnberg   | 2 – 1 | Berliner SV 92          |
| Rapid Vienna        | 6 – 1 | Vorwärts Gleiwitz       |
| Colonia             | 1 – 3 | SC Wacker Wien          |
| Fortuna Düsseldorf  | 8 – 1 | TeBe Berlino            |
| Amburgo             | 2 – 0 | Westende Hamborn        |
| SV Waldhof Mannheim | 4 – 0 | Osnabrück               |

## Quarti di finale
| Blau-Weiß Berlin    | 1 – 7 | Rapid Vienna       |
| Norimberga          | 3 – 1 | Fortuna Düsseldorf |
| SV Waldhof Mannheim | 6 – 2 | Amburgo            |
| SC Wacker Wien      | 7 – 4 | Neumeyer Nürnberg  |

## Semifinali
| SK Rapid Wien       | 0 – 1 | 1. FC Nürnberg |       |
| SV Waldhof Mannheim | 1 – 1 | SC Wacker Wien | (dts) |

### Ripetizioni
| SV Waldhof Mannheim | 2 – 2  | SC Wacker Wien | (dts) |
| SV Waldhof Mannheim | 0 – 0* | SC Wacker Wien | (dts) |

*dopo la seconda ripetizione, il sorteggio decise che il Mannheim potesse accedere alla finale

## Finale
|  |  | – |

| 1. FC NÜRNBERG VFL: |    |                    |
|                     |    |                    |
| GK                  | 1  | Georg Köhl         |
| DF                  | 2  | Willi Billmann (c) |
| DF                  | 3  | Hans Übelein       |
| MF                  | 4  | Georg Luber        |
| MF                  | 5  | Wilhelm Sold       |
| MF                  | 6  | Heinz Carolin      |
| FW                  | 7  | Karl Gußner        |
| FW                  | 8  | Max Eiberger       |
| FW                  | 9  | Julius Übelein     |
| FW                  | 10 | Alfred Pfänder     |
| FW                  | 11 | Willi Kund         |
| Allenatore:         |    |                    |
| Alv Riemke          |    |                    |

| SV WALDHOF MANNHEIM 07: |    |                    |
|                         |    |                    |
| GK                      | 1  | Hubert Fischer     |
| DF                      | 2  | Helmut Schneider   |
| DF                      | 3  | Georg Siegel       |
| MF                      | 4  | Hans Mayer         |
| MF                      | 5  | Ernst Heermann (c) |
| MF                      | 6  | Karl Ramge         |
| FW                      | 7  | Hans Eberhard      |
| FW                      | 8  | Reinhold Fanz      |
| FW                      | 9  | Josef Erb          |
| FW                      | 10 | Willi Pennig       |
| FW                      | 11 | Ludwig Günderoth   |
| Allenatore:             |    |                    |
| Otto Neumann            |    |                    |

1. FC Nürnberg
(2º successo)